# Gwenaël
Gwenaël  è un nome proprio di persona bretone e francese maschile.

## Varianti
- Bretone
  - Femminili: Gwenaëlle[1]
- Francese
  - Ipocoristici: Naël[1]
  - Femminili: Gwenaëlle[1]
  - Ipocoristici femminili: Naëlle[1]

## Origine e diffusione
Continua il nome bretone medievale Gwenhael, composto dai termini bretoni gwenn ("bianco", "puro", "benedetto", presente anche in Winifred, Ginevra e Guendalina) e hael (o cael, "generoso", "nobile", "magnanimo", da cui anche Judicaël) oppure maël ("principe", da cui Maël e Armel). Il nome Gaël potrebbe essere una sua forma abbreviata.

## Onomastico
L'onomastico si può festeggiare il 3 novembre in memoria di san Gwenhael o Guenhael ("Guenaele" nelle fonti italiane), abate di Landévennec.

## Persone
- Gwenaël, abate bretone
- Jean Gwenaël Dutourd, scrittore francese

### Varianti femminili
- Gwenaëlle Aubry, scrittrice e filosofa francese
- Gwenaël Kerléo, arpista e compositrice francese